# 단고추 페이스트
단고추 페이스트(-paste)는 피망이나 파프리카 등 단고추를 주재료로 만든 페이스트이다. 피망 페이스트(piment+paste) 또는 파프리카 페이스트(paprika+paste)로도 불린다. 고추장 등의 고추 페이스트보다 덜 맵거나, 아예 맵지 않다.

## 지역별 단고추 페이스트

### 레반트
레반트 지역에서는 "무함마라(محمرة)"라 불리는 단고추 페이스트를 먹는다.

### 발칸 반도
발칸 지역에서는 "아이바르(ајвар)"라 불리는 단고추 페이스트를 먹는다.

### 튀르키예
튀르키예에서는 단고추로 만든 "살차(salça)"가 비베르 살차스(튀르키예어: biber salçası)라 불리는데, 맵지 않은 단고추로만 만든 것은 타틀르 비베르 살차스(튀르키예어: tatlı biber salçası)와 매운 고추를 첨가해 만든 아즈 비베르 살차스(튀르키예어: acı biber salçası)가 있다.

### 포르투갈
포르투갈에서는 마사 드 피멘탕(포르투갈어: massa de pimentão)이라 불리는 단고추 페이스트를 먹는다.

## 같이 보기
- 고추 페이스트
- 토마토 페이스트